# 卡姆伊之劍
- 關於1981年由約翰·鮑曼所執導的英國電影，請見「神劍」。

《神劍》，又譯為《卡姆伊之劍》，是日本作家矢野徹1970年創作的冒險小說，以及1985年根據小說改編推出的同名動畫電影。

## 概要
本作品最初在1970年由立風書房出版，1975年於角川書店「角川文庫」書系再版（同為全一冊）。
後因配合改編動畫電影即將上映，角川書店在1984年將本作拆分成上下兩冊再次發行（亦為動畫版劇情範圍），作者矢野徹並陸續推出了三冊以明治維新之後為故事背景的續作（但直到矢野徹本人過世前仍未完結），1985年動畫電影上映，改編電子遊戲同樣於1985年發行。
1999年於角川春樹事務所的「春樹文庫」（ハルキ文庫）書系中再版。基本內容同角川文庫1984年版的前兩冊，但為經過增添與修改後的完整版本。
2016年，春樹文庫版推出電子書版本，2022年再度以實體書形式由德間書店重新出版（內容同1999年春樹文庫版本）。但角川書店曾發行的續作系列，至今則仍未再版。

## 動畫版本
本作的改編動畫電影版本於1985年製作、上映，當時宣傳文案為「覺醒吧，冒險心」（目覚めよ冒険心）。同時上映作品為根據片岡義男小說改編的動畫《愛上巴比》（ボビーに首ったけ）。

## 動畫版劇情大綱
次郎是大和族與阿伊努族的混血少年，自小遭到遺棄，被住在下北半島佐伊村裡的旅館老闆阿露和她的女兒小百合撫養長大。某天夜裡，一名忍者（實為天海的手下半藏）趁次郎不在時殺死他的養母和義姊，次郎發現她們的屍體和沾血的刀。村民們指控他謀殺，次郎帶著刀落荒而逃，並遇見為幕府效力的御庭番僧侶天海。天海向次郎表示殺害他親人的真兇是忍者，並帶著次郎和手下的一群忍者，追捕被視為殺人兇手的目標（實為次郎的生父太郎左），天海並要次郎給予目標致命一擊後，將太郎左殺死。之後為了掩飾行跡，天海下令放火屠村殺光村民。事後，天海將次郎帶到蝦夷地某座島上的天源寺，讓其子真吾和手下三平訓練次郎成為忍者。多年後，次郎離開佛寺，開始調查父親太郎左的下落和自己的身世，天海則命令真吾暗中尾隨。
次郎遇到一群和人（大和族）毆打阿伊奴族老人，雖然次郎將他們趕跑，但老人還是傷重身亡，次郎並不知道襲擊老人的是天海的手下。老人的兒子烏拉卡把次郎帶到他的故鄉西諾皮里卡部落，部落長老認出次郎的刀，是部落長老代代相傳的寶物「神劍」（カムイの剣），並表示它是神所賜予之劍，在二十年前被送給一位原本打算與部落長老獨生女歐雅露露成婚的男子，然而男子卻帶著劍與歐雅露露以及剛出生的嬰兒離開部落。多年後，歐雅露露獨自回到部落，但遠離村莊，獨自在上游生活。
次郎找到歐雅露露，得知她是自己的生母。歐雅露露提到太郎左到靈山（Kamui Nupuri）尋找傳說中的寶藏，然而太郎左背叛天海和歐雅露露結婚，天海追上他們，並砍傷當時仍是嬰兒的次郎的臉，之後母子乘舟順流而下，太郎左則與天海決鬥後就此下落不明。次郎這才發現天海是導致自己家中慘劇的元兇，且當年自己竟是因天海的陰謀操弄，而鑄下親手弒父的悲劇。用餐時，次郎和歐雅露露遭到真吾下藥，歐雅露露被真吾毒殺身亡，次郎則被栽贓謀殺生母之罪並遭到監禁。然而烏拉卡偷偷放走次郎，也使次郎決定追隨父親的腳步尋找寶藏。之後次郎並尋獲殺母仇人真吾，讓他以當初殺害歐雅露露的同樣手法死於自己人之手，並得知天海意圖將自己逼入絕境，藉以促使自己像父親太郎左一樣開始尋訪財寶的下落，於是次郎決定向天海正式宣戰。
次郎行至北方時，結識老人安藤昌山和阿伊奴少女奇歐瑪普，兩人幫助他從神劍裡找出藏寶圖，在得知寶藏可能位於美國後，兩人安排次郎乘船，但安藤卻遭天海的手下松前三人眾所殺，奇歐瑪普也在遇見意圖向她套話問出次郎下落的天海之後，以次郎所贈的暗器手裏劍自盡身亡。次郎也在松前三人眾的幻術攻擊之下一度陷入危機，卻因為一枚刺中手臂的手裏劍使自己脫離幻覺反敗為勝。之後次郎救了黑奴水手山姆，並在他的介紹下搭船前往美國，並和原本奉天海之命前來追殺自己的忍者阿雪化敵為友，彼此並萌生淡淡的情愫。
抵達美國後，次郎發現天海也尾隨而至，因此決定與兩人分道揚鑣。抵達內華達州後，出手搭救了原本出生於法國，但由原住民印第安人所收養的女子琪柯（本名茱莉‧路歇爾）。兩人因而結識，在共同前往洛杉磯途中遇到記者馬克·吐溫，經其告知相關情報後，共同前往聖卡塔利納島，尋找威廉·基德船長留下的財寶。
歷經長途跋涉，次郎在島上的洞窟中發現財寶，並與天海及其手下對峙。天海道出在場的手下三平實際上是在自己麾下臥底多年，為次郎之父太郎左的同夥，並已經暗中兩度拯救過次郎。他還透露阿雪是太郎左和阿露的女兒，與次郎為同父異母姐弟。得知真相的阿雪憤而持刀刺穿天海的心臟，但她也遭天海以禪杖刺穿身軀，雙方同歸於盡，之後次郎在隱藏洞窟中發現真正的寶藏。
將阿雪安葬後，琪柯（茱莉）向次郎透露自己的本名和身世。她表示自己的生父原為試圖尋訪基德船長財寶下落的法國情報員，但在與天海對決時同歸於盡。根據她的說詞，使次郎察覺先前死亡的天海只是替身。於是次郎回到日本，憑藉基德的財寶資助薩長同盟推翻德川幕府，也使天海的勢力與後台盡失，次郎並向天海放話，表示將在春天官軍攻陷五稜郭之際與他對決。
1869年的函館，在箱館之戰爆發，政府軍對五稜郭展開總攻擊時，次郎在廢墟和屍堆中與天海展開最後對決。雙方過招後最終次郎刺穿天海的天靈蓋，終於報仇雪恨。之後次郎向三平和他的主子西鄉隆盛道別，默默離開函館。

## 製作群
- 監製：角川春樹
- 原作：矢野徹
- 導演：林太郎
- 編劇：真崎守
- 攝影：八巻磐
- 剪輯：田中修
- 美術：男鹿和雄、窪田忠雄
- 美術監督：椋尾篁
- 片名題字：佐藤勝彦
- 人物設定、片中插畫：村野守美
- 機械設定：板橋克己
- 作畫監督：野田卓雄
- 作畫監督補佐：松原京子
- 原畫：川尻善昭、中村孝、梅津泰臣、大橋學、森本晃司、福島敦子、高坂希太郎、宇都宮智  等
- 音樂監督：宇崎竜童、林英哲
- 音響監督：明田川進
- 助理導演：石崎すすむ、楠美直子、江幡宏之
- 製片：丸山正雄、池上悟、林太郎
- 製作：プロジェクトチームアルゴス、マッドハウス
- 主題歌：「カムイの剣」「カムイの子守唄」

作詞：阿木燿子 / 作曲：宇崎竜童 / 編曲：萩田光雄 / 演唱：渡辺典子

## 配音
次郎（配音：真田廣之）
天海（配音：石田弦太郎）
阿雪（配音：小山茉美）
三平（配音：青野武）
安藤昌山（配音：永井一郎）
琪柯（配音：山本百合子）
山姆（配音：曾我部和行）
真吾（配音：鹽澤兼人）
傑羅尼莫（配音：村松康雄）
阿露（配音：淺井淑子）
小百合（配音：鈴木富子）
太郎左（配音：羽佐間道夫）
歐雅露露（配音：池田昌子）
奇歐瑪普（配音：堀江美都子）

## 評價
對於小說，曾參與同為包含北海道原住民有關背景的作品《黃金神威》演出的配音員小林親弘，稱讚故事的速度感令人難以抗拒。
對於動畫電影，英國動畫評論作家海倫·麥卡錫在著作《500部必看的動畫電影》中，稱這部作品「有MADHOUSE的頂尖動畫團隊，藝術表現和設計都是一等一的」，並稱讚其劇本巧妙、戰鬥場面流暢，是「精彩的古典傑作」。